# Aristainetos (Schriftsteller)
Aristainetos war ein spätantiker griechischer Schriftsteller. Er lebte vermutlich im 5. Jahrhundert.
Es ist so gut wie nichts zu seinem Leben bekannt und auch seine genaue Datierung ist unsicher. Von seinem Werk ist nur eine Sammlung 50 erotischer Briefe in zwei Büchern erhalten, deren Gegenstand die Behandlung unterschiedlicher Facetten erotischer Eroberung ist. Hetären und Ehefrauen kommen zu Wort, zum Beispiel eine Hetäre, die ihren Ärger darüber zum Ausdruck bringt, dass ihr als Bezahlung Serenaden statt Geld zugemutet werden, oder eine Ehefrau, die den Sklaven einer Freundin begehrt und bereit ist, der Freundin im Tausch ihren Ehemann zur Verfügung zu stellen.
Aristainetos zitierte dabei ältere Autoren, vor allem Romanschriftsteller, aber auch Platon und Kallimachos.

## Ausgaben und Übersetzungen
- Epistolographi Graeci: accedunt Francisci Boissonadii ad Synesium notae ineditae. Recensuit, recogn., annotatione critica et indicibus instruxit Rudolphus Hercher. Didot, Paris 1873. Griechischer Text und lateinische Übersetzung.
- Hans Licht: Liebesbriefe des Aristainetos. Dresden 1928
- Aristainetos: Erotische Briefe. Übersetzt und eingeleitet von Albin Lesky. Artemis, Zürich 1951 (Bibliothek der Alten Welt).
- Bernhard Kytzler (Hrsg.): Erotische Briefe der griechischen Antike: Aristainetos, Alkiphron, Ailianos, Philostratos, Theophylaktos Simokattes. Winkler, München 1967.

## Weblink
- Literatur von und über Aristainetos im Katalog der Deutschen Nationalbibliothek

| Personendaten    | Personendaten                      |
| ---------------- | ---------------------------------- |
| NAME             | Aristainetos                       |
| KURZBESCHREIBUNG | griechischer Dichter               |
| GEBURTSDATUM     | 4. Jahrhundert oder 5. Jahrhundert |
| STERBEDATUM      | 5. Jahrhundert                     |